# Austrolimnophila (Austrolimnophila) varitarsis
Austrolimnophila (Austrolimnophila) varitarsis is een tweevleugelige uit de familie steltmuggen (Limoniidae). De soort komt voor in het Neotropisch gebied.